# Scleria poklei
Scleria poklei är en halvgräsart som beskrevs av M.A.Wadood Khan. Scleria poklei ingår i släktet Scleria och familjen halvgräs. IUCN kategoriserar arten globalt som otillräckligt studerad. Inga underarter finns listade i Catalogue of Life.